# مدرسه آلیانس همدان
مدرسه آلیانس نام یکی از مدارس قدیم شهر همدان است. این مدرسه داری دو شعبهٔ پسرانه و دخترانه بود. سرشناس ترین معلّم این مدرسه، یاور همدانی بود.

## تاریخچه
مدرسه آلیانس اسراییلیت پسران (۱۲۷۹٫ش/۱۳۱۸٫ق): از مدارس معروف همدان بود که اتحاد جهانی آلیانس آن را ساخت. در سال تحصیلی ۱۳۲۳-۱۳۲۴ قمری این مدرسه دارای ۶۰۰ دانش‌آموز بود. طبق آمار سال ۱۳۰۶ شمسی وزارت معارف، این مدرسه در سال مذکور ۴۷۵ دانش‌آموز داشت که از این میان ۱۵۹ تن به رایگان تحصیل می‌کردند و مدرسه در همان سال از ۱۲ آموزگار برخوردار بود.
مدرسه آلیانس اسراییلت دختران (۱۲۷۹شمسی/ ۱۳۱۸قمری): از مدارس معروف همدان بود که توسط اتحاد جهانی آلیانس ساخته شد. این مدرسه در سال تحصیلی ۱۳۲۳-۱۳۲۴قمری دارای ۳۰۰ دانش آموز بود. برابر آمار سال ۱۳۰۶ شمسی این مدرسه در سال مذکور ۲۵۹ دانش آموز و ۸ آموزگار داشت و ۷۵ تن از دانش آموزان این مدرسه به رایگان تحصیل می‌کردند. دانش‌آموزان ایرانی این مدارس شامل فرزندان یهودیان و کنسولگری‌های مقیم همدان و معمولاً طبقات اعیان و اشراف شهر بودند.
به گزارش سازمان کتابخانه ملی و اسناد ملی کشور، استاد یاور همدانی (با نام اصلی احمدنیک‌طلب)، از شاعران برجسته و معاصر ایران، از آموزگاران سرشناس مسلمان این مدرسه بوده است. احتمالاً او به تدریس زبان و ادبیات فارسی در این مدرسه می‌پرداخته است.

## دانش‌آموختگان
- پرویز اذکایی